# Ваня (приток Мологи)
Ваня — река в Устюженском районе Вологодской области России, левый приток Мологи.
Течёт по территории Лентьевского сельского поселения на юг и юго-восток, пересекает автодорогу А114 у деревни Попчиха, впадает в Мологу в 44 км от её устья. Длина реки составляет 15 км, площадь водосборного бассейна — 55 км². Крупных притоков нет.

## Данные водного реестра
По данным государственного водного реестра России относится к Верхневолжскому бассейновому округу, водохозяйственный участок реки — Молога от истока и до устья, речной подбассейн реки — Реки бассейна Рыбинского водохранилища. Речной бассейн реки — (Верхняя) Волга до Куйбышевского водохранилища (без бассейна Оки).
Код объекта в государственном водном реестре — 08010200112110000007242.